# تیم ملی فوتبال زنان عربستان سعودی
تیم ملی فوتبال زنان عربستان سعودی نمایندهٔ فوتبال کشور عربستان سعودی در ردهٔ زنان است که تحت نظارت فدراسیون فوتبال عربستان سعودی قرار دارد.
این تیم در سال ۲۰۲۱ تاسیس شد و اولین بازی این تیم در سال ۲۰۲۲ برگزار شد.